# Op Cornelis Anslo

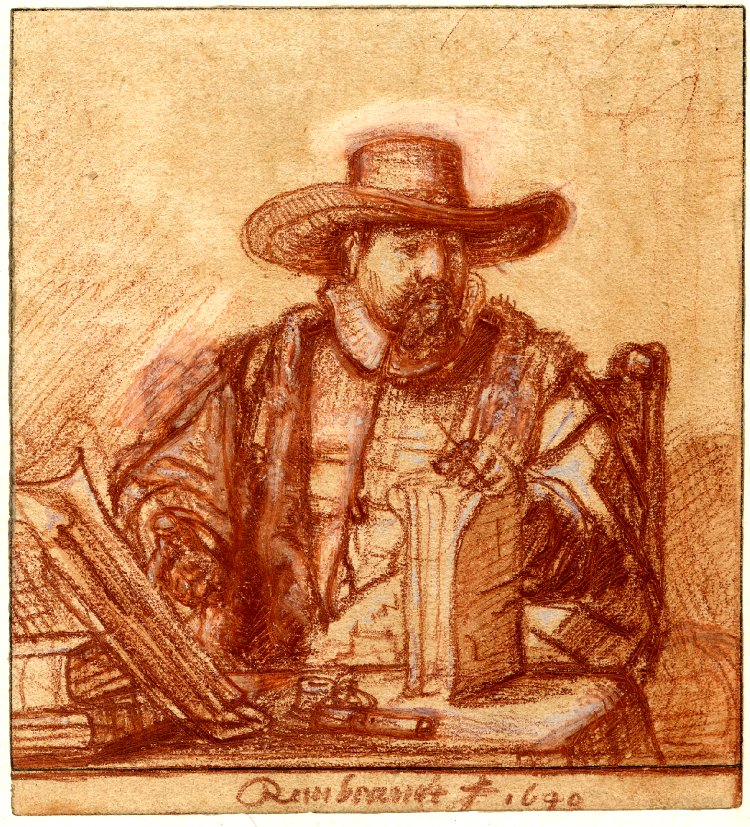
Rembrandts krijttekening van Kornelis Claesz Anslo uit 1640, waarop Vondel waarschijnlijk zijn epigram baseerde. Londen, British Museum.

Op de Teeckeninge van Kornelis Nikolaesz Anslo Kunstich door Rembrant gedaen is een epigram van de Nederlandse dichter en toneelschrijver Joost van den Vondel, geschreven in 1641. Het kwatrijn bezingt het portret van de doopsgezinde predikant Cornelis Claesz. Anslo van de kunstschilder Rembrandt. Het kwatrijn heeft geen betrekking op het door Rembrandt geschilderde portret van Anslo, maar is gemaakt om te dienen als onderschrift bij een prent van een ets. 

## Tekst
Ay, Rembrant, mael Kornelis stem.
het zichtbre deel is 't minst van hem:
't onzichtbre kent men slechts deur d'ooren.
Wie Anslo zien wil, moet hem hooren.

## Analyse
Het vers kent enkele karakteristieke elementen voor Vondel en voor zijn tijd. Ook in enkele andere kwatrijnen die Vondel op portretten heeft gemaakt, zoals 'Op Willem Bartjens' (1637) en 'Op de schrijfkunst van Henrik Meurs' (1638), is de stijlfiguur te vinden dat de essentie van de geportretteerde niet te vinden is in wat er van hem zichtbaar is. Het was bovendien algemeen gebruikelijk de geportretteerde te vleien door op te merken dat de schilderkunst niet bij machte is hem recht te doen. Volgens Schuss zijn er daarnaast enkele afwijkingen van de gebruikelijke gang van zaken. Allereerst het voorkomen van Rembrandts naam, die niet alleen de aandacht van de geportretteerde afleidt, maar bovendien wordt in geen van Vondels andere gedichten van deze soort de schilder toegesproken. Ten tweede wordt niet slechts gezegd dat het zichtbare deel van de geportretteerde niet alles is, maar dat het zelfs het minst belangrijke is.

## Relatie Vondel en Anslo
Anslo (1592-1646) was vanaf 1617 predikant bij de Doopsgezinden te Amsterdam, de kerkgemeente waar Vondel van 1616 tot 1620 diaken was.

## Relatie Vondel en Rembrandt
Vondel maakte 208 gedichten op kunstwerken, waarvan vier werk van Rembrandt als aanleiding hebben. Kunsthistorici en letterkundigen hebben vooral aandacht gegeven aan het gedicht op Anslo, omdat dit het enige is waarin Vondel de naam van Rembrandt noemt. Een belangrijke vraag bij dat onderzoek is waarom er zo weinig interactie tussen beide tijdgenoten heeft bestaan. Rembrandt heeft geen portret van Vondel gemaakt, wel Govert Flinck die bij Rembrandt had gewerkt. Vondel had veel bewondering voor Rembrandts leermeester Pieter Lastman en schreef ook over Jan Lievens. Gezien de grote hoeveelheid gemeenschappelijke bekenden, is ook opmerkelijk dat er geen aanwijzingen bestaan voor een omgang tussen beide kunstenaars, zodat Frederik Schmidt Degener zelfs vermoedde 'dat de een den ander zorgvuldig uit den weg is gegaan.'
Vondel noemt Rembrandt in nog een ander vers, Ter ere der schrijfkunste van mr. Lieven van Koppenol uit 1658, waarin staat:
't Is niet genoeg dat Rembrandt eêl
Hem maalde met zijn braaf penseel:
Daarnaast zijn er enkele versregels uit een gedicht dat Vondel wijdde aan het schilderij 'De slapende Venus' van Philips de Koninck, een leerling van Rembrandt:
Dus baart de schilderkunst ook zoons van duisternissen,
Die gaarne in schaduwe verkeren, als een uil.
Wie 't leven navolgt, kan verziende schaduwen missen,
En als een kind van 't licht gaat in geen scheemring schuil.
Vondel lijkt hier kritiek uit te oefenen op schilders die in hun werk met clair-obscur werken. Daarom is het vers ook wel beschouwd als bewijs dat Vondel geen waardering had voor de stijl van Rembrandt. Volgens literatuurhistoricus Piet Calis is het echter 'riskant uit één vers over één bepaald schilderij een hele artistieke houding af te leiden.' In de jaren 1630 woonden Vondel en Rembrandt niet ver van elkaar, de afstand tussen de Warmoesstraat en respectievelijk de Jodenbreestraat kon te voet in ongeveer tien minuten afgelegd worden, maar ook hieruit valt niet te concluderen dat de twee elkaar weleens gesproken hebben als ze elkaar op straat tegenkwamen. Calis wijst erop dat Vondel twintig jaar ouder was dan Rembrandt en bovendien geen spraakzaam type was.

## Rembrandts afbeeldingen van Anslo

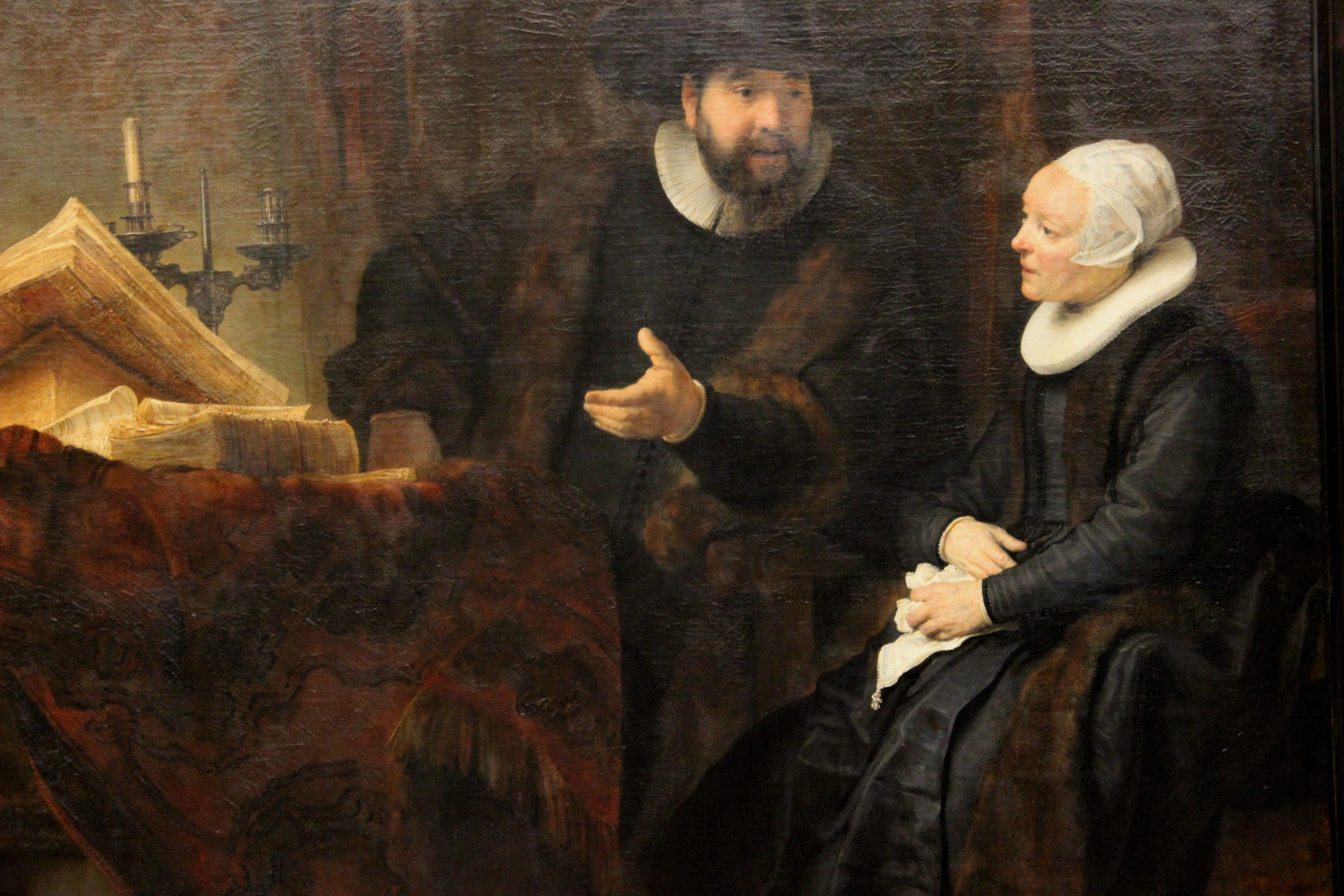
Cornelis Claesz. Anslo in gesprek met zijn vrouw Aaltje, 1641. Gemäldegalerie, Berlijn.

Rembrandt maakte vier portretten van Anslo. Uit 1640 dateren een tekening in rood krijt, thans in het British Museum, en een pentekening, uit 1641 een ets en het schilderij van Anslo en zijn vrouw. Zeker is de tekening in rood krijt een voorstudie geweest voor de ets, die de tekening spiegelt.

## Afbeelding waarop Vondels vers betrekking heeft
Onderzoekers van Rembrandt zijn er lang niet zeker van geweest over welke afbeelding van Anslo Vondels vers handelt, het schilderij of een tekening. Volgens Vondel-editeur Sterck is er geen twijfel aan dat het over het schilderij gaat, omdat Vondel spreekt van 'maal', welk werkwoord 'schilder' betekent. Er kan dus 'moeilijk (...) worden aangenomen, dat het versje op een ets kan slaan.' Eva Schuss stelt in haar doctoraalscriptie dat dit woord ook afbeelden in algemene zin kan betekenen. In Vondels toneelstuk Lucifer verzoekt Belzebub Apollion om Eva in woorden te beschrijven en zegt dan 'naar 't leven af te malen'.

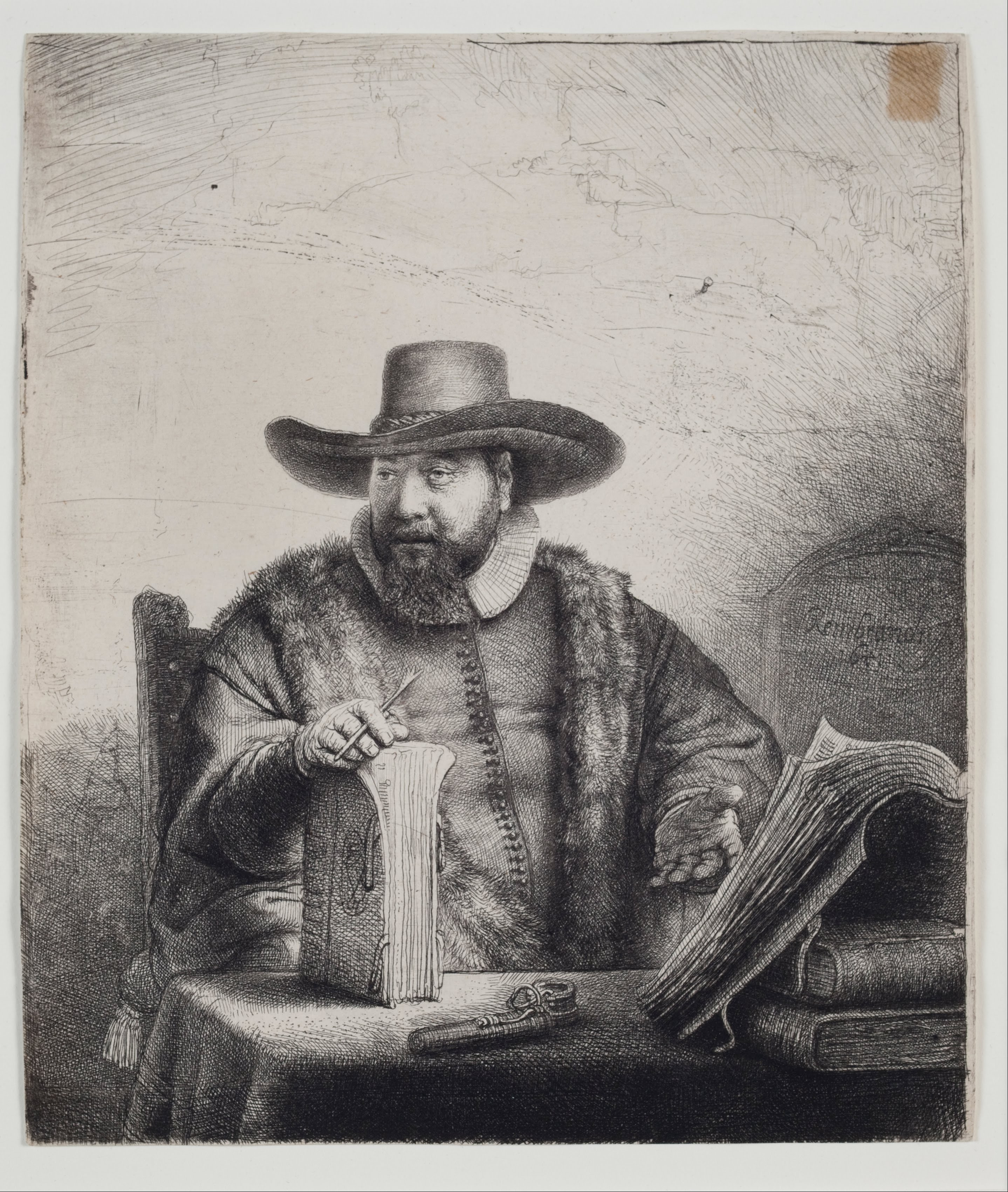
Rembrandts ets uit 1641 waaronder Vondels vers werd gekalligrafeerd. Londen, British Museum.

Vondels vers is in handschrift geschreven op de achterkant van de lijst van de krijttekening, terwijl een afdruk van de ets in het British Museum het versje als gekalligrafeerd onderschrift heeft. Dergelijke bijschriften onder portretten en gravures kwamen in de zeventiende eeuw vaak voor. Kunsthistoricus Jan Emmens vermoedde dan ook dat Vondel zich op de krijttekening baseerde en wist dat die een ontwerp voor de ets was. Zijn vermoeden dat het vers moest zijn geschreven om de ets te sieren, is door het Rembrandt Research Project verder uitgewerkt.